# Ellensburg

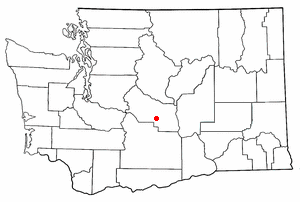
Położenie miasta Ellensburg w stanie Waszyngton.

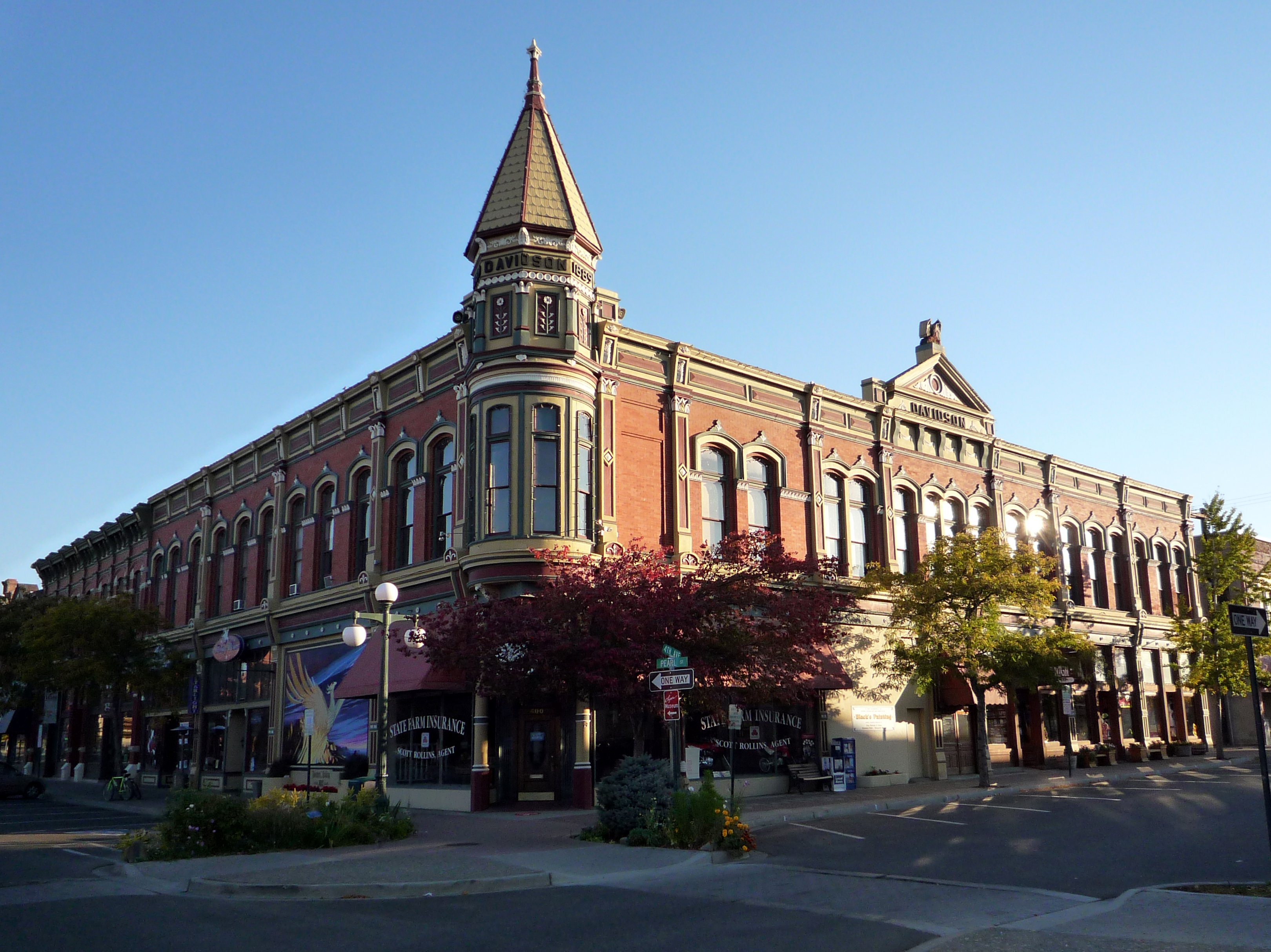
Davidson Building, Ellensburg

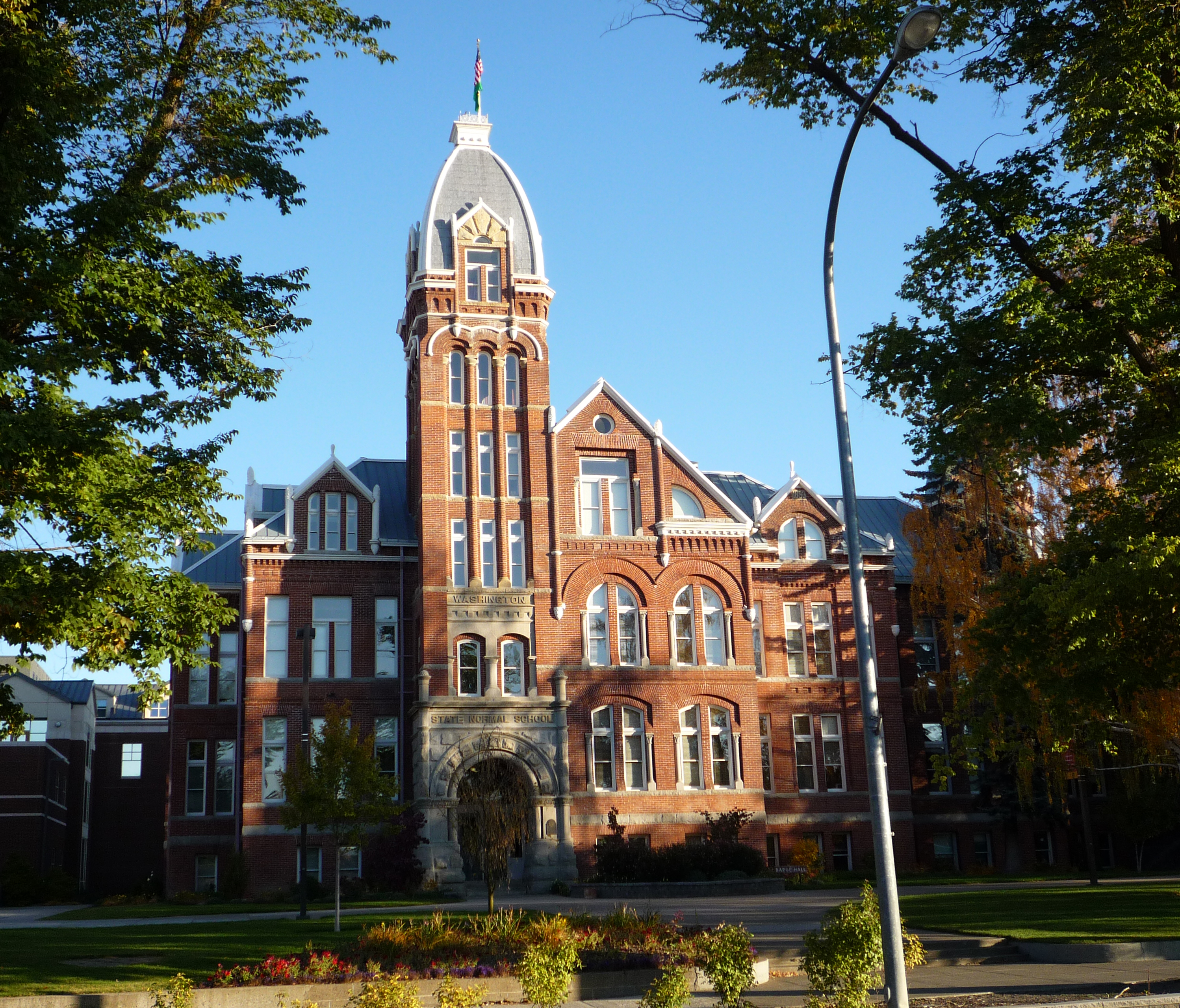
Barge Hall, Central Washington University

Ellensburg – miasto w północno-zachodniej części Stanów Zjednoczonych leżące w centrum stanu Waszyngton. Stolica hrabstwa Kittitas.
Populacja miasta wynosi 15 414 mieszkańców (stan na rok 2000). Powierzchnia wynosi 17,2 km².
W mieście Ellensburg ma swoją siedzibę Central Washington University (CWU).